# Vernon Walters
Pour les articles homonymes, voir Walters.

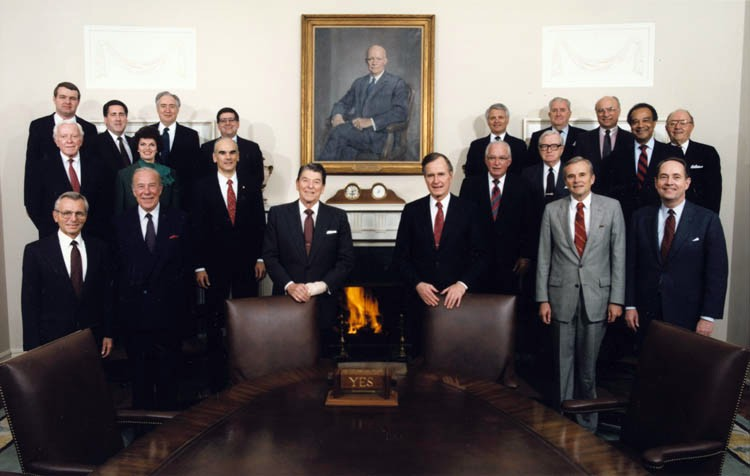
Vernon Walters (dernier rang 3e à droite) ambassadeur à l'ONU (cabinet Reagan).

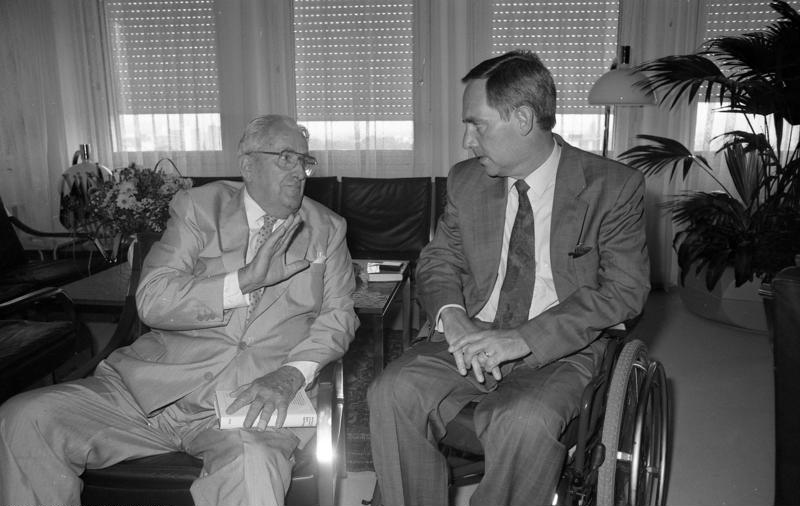
Vernon Walters ambassadeur en Allemagne avec Wolfgang Schäuble, en 1991.

Vernon A. Walters, né le 3 janvier 1917 à New York et mort le 10 février 2002, est un officier de l'armée des États-Unis et un diplomate américain, notamment auprès de l'Organisation des Nations unies. 

## Biographie

### Jeunesse
En 1923, à l'âge de 6 ans, la famille de Vernon Walters s'installe en France et en Grande-Bretagne en raison du métier de son père, assureur dans une société internationale. Il partagera sa vie entre ces deux pays jusqu'à l'âge de 16 ans et fera ses études primaires et secondaires au pensionnat jésuite de Stonyhurst College, dans le Lancashire, où il apprendra notamment le français qu'il maîtrisera parfaitement par ses nombreux séjours en France où réside également sa famille. Il apprendra également l'italien, l'espagnol et le portugais ainsi que l'allemand.
En 1933, après la grande crise de 1929 et l'arrivée du président Franklin Delano Roosevelt, Il retourne aux États-Unis comme expert en sinistre pour les assurances.

### Interprète
Durant la Seconde Guerre mondiale, il fut agent de liaison entre les différents corps expéditionnaires américains et alliés, notamment grâce à sa bonne connaissance de plusieurs langues étrangères. Il fut également l'interprète du président américain Harry S. Truman, en effet, ses compétences linguistiques l'ont aidé à gagner la confiance de Truman. Il accompagna le président dans le Pacifique dans les années 1950, le servant en tant qu'aide dans les efforts infructueux de Truman pour parvenir à un rapprochement avec l'insubordination du général Douglas MacArthur, commandant des forces des Nations unies en Corée.
Parlant couramment le français, il fut l'interprète personnel du président américain Richard Nixon. Lors d'un déplacement officiel de Nixon en France, sa traduction simultanée d'un discours prononcé par le président américain a incité le président français Charles de Gaulle à dire à Nixon : « vous avez donné un discours magnifique, mais votre interprète était éloquent ». Il est encore choisi par Richard Nixon pour être interprète lors de la visite du président Georges Pompidou aux Etats-Unis en mai 1970.

### Carrière diplomatique
Dans les années 1960, Vernon Walters fut attaché militaire en France, en Italie et au Brésil. En 1961, il proposa même une intervention militaire américaine en Italie, si le parti socialiste italien participait au gouvernement italien.
En 1964, il est en poste au Brésil, lors du coup d'état militaire qui met fin au gouvernement démocratiquement élu de Joào Goulart. Après ce coup d'état, le Brésil s'enfonce dans une dictature militaire. Un régime soutenu et souhaité par les États-Unis. Il est communément admis par les historiens que Vernon Walters a été la principale cheville ouvrière dans le soutien à cette opération militaire.
De 1967 à 1972, il fut attaché militaire à Paris lors des Accords de paix de Paris entre son pays et le Vietnam.
Le président Nixon nomma Vernon Walters en tant que directeur adjoint de la CIA en 1972 à 1976. Au cours de ses quatre années, il a travaillé en étroite collaboration avec quatre directeurs successifs de l'Agence et fut confronté à plusieurs grands événements internationaux comme la guerre d'octobre israélo-arabe de 1973, la crise du premier choc pétrolier, la fin mouvementée de la guerre du Vietnam, et le coup d'État du 11 septembre 1973 au Chili contre le président socialiste chilien Salvador Allende. 
Vernon Walters fut ensuite, de 1985 à 1989, ambassadeur des États-Unis aux Nations unies, puis de 1989 à 1991 ambassadeur auprès de la République fédérale d'Allemagne au cours de la phase décisive de la réunification allemande et de la chute du mur de Berlin. Vernon Walters atteint le grade de lieutenant-général dans l'armée américaine.
Le 9 février 2002, la veille de sa mort, il a donné une interview (en langue française) sur le documentaire parodique Opération Lune, réalisé par William Karel en 2002. Ce documentaire traduit en anglais sous le titre Dark side of the Moon indique d'après le New York Herald Tribune dans son article nécrologique sur sa mort, que la dernière apparition publique connue du général Walters est un entretien pour un documentaire de la télévision française dans lequel il a parlé de l'implication de la Maison-Blanche dans le programme Apollo dans les années 1960. Tant le producteur que le réalisateur ont noté que Vernon Walters avait toute sa raison la veille même de sa mort. Cependant, le passage en question dans le faux documentaire est truqué, et contient en réalité une citation de Winston Lord en mémoire du défunt.

## Décorations et distinctions
- Membre de l'Académie du royaume du Maroc[6].